# IOS 9
iOS 9 este cel mai nou sistem de operare produs de către firma Apple pentru iPod, iPad și iPhone. Este succesorul lui iOS 8 și a fost lansat la 16 septembrie 2015.
Noua versiune de iOS a fost instalată pe 12% dintre toate dispozitivele Apple încă din prima zi de la lansare.